# コンスタンチン・クズネツォフ
コンスタンチン・クズネツォフ（ロシア語: Константин Павлович Кузнецов、ラテン文字転写例: Constantin Kousnetzoff または Konstantin Pavlovich Kuznetsovなど、1863年8月10日 - 1936年12月30日）はロシア生まれの画家である。生涯の大半をフランスで活動した。風景画や象徴主義のスタイルの水彩画を描いた。

## 略歴
現在のロシア、ニジニ・ノヴゴロド州のZhyolninoに生まれた。アストラハンに本社を置く貿易会社を所有する裕福な家族の出身である 。家庭教師に教育され、ピアノやフルートの演奏も学んだ。郊外で過ごす間に絵を描くことに興味を持った。風景画家のイヴァン・シーシキンのスタイルを真似た作品を描いた。
1892年ころサラトフの美術学校に入学し、年下の画家ヴィクトル・ボリソフ＝ムサトフと知り合い、1895年にボリソフ＝ムサトフとともにパリに移り、フェルナン・コルモンの画塾で学んだ。モスクワの女性と1899年に故郷に帰って結婚式を挙げ、1900年から再びパリに住み、妻になった女性もアカデミー・ジュリアンで美術を学んだ。私立の美術学校、アカデミー・アンベール(Académie Humbert)を経営していたフェルディナン・アンベールの助手に1900年になった。
1900年頃から、ブルターニュやノルマンディーに頻繁に旅し海岸の風景画を描き、ロシア（ウクライナ）出身の画家、ジャン・ペスケと一緒に風景画を描くために旅をした。
モスクワやサンクトペテルブルクの展覧会にも出展を続けていて、1905年からはモスクワ芸術家協会の会員になった。1909年にはモスクワの劇場の舞台美術のデザインもしたが上演されることは無かった。
1920年代には書籍の挿絵も描き、ニコライ・ゴーゴリの小説『ヴィイ』のフランス語訳書の挿絵を描いた。プーシキンの小説の挿絵も描いたが出版されなかった。
パリで没した。

## 作品

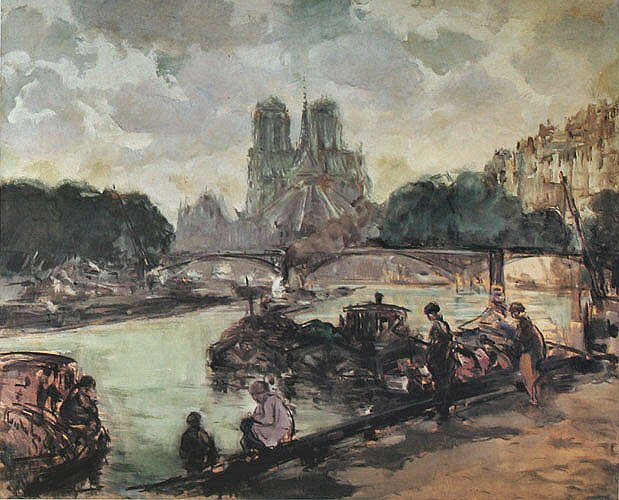
晴れた朝のノートルダム大聖堂
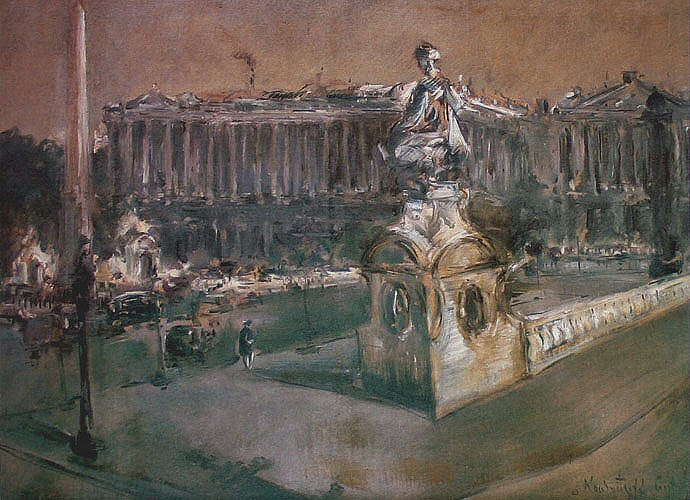
コンコルド広場
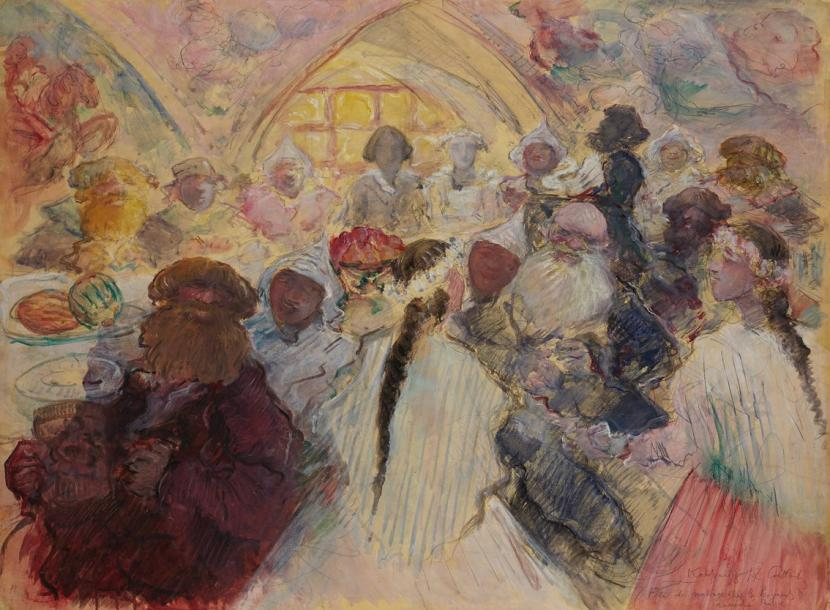
結婚パーティー
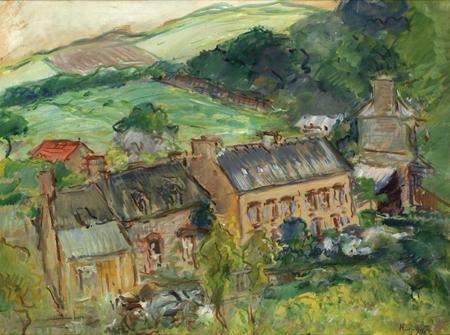
田舎の村
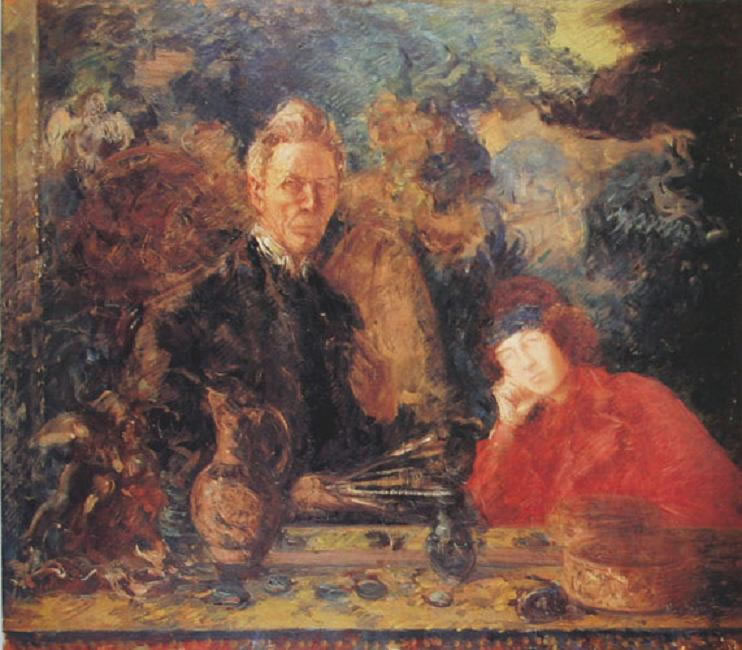
自画像
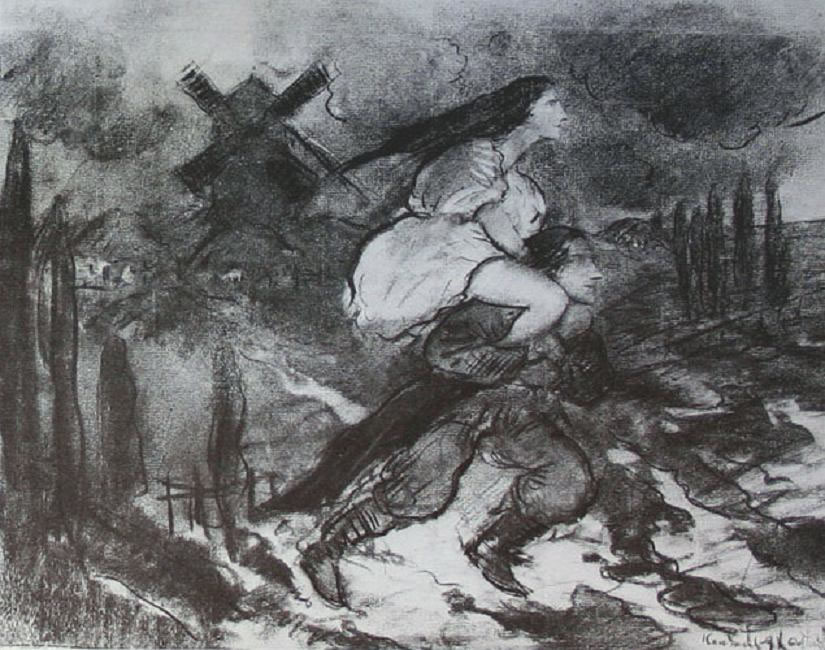
『ヴィイ』の挿絵のための習作